# Waterpolo al Campionat del Món de natació de 2015
El Waterpolo al Campionat del Món de natació de 2015 entre el 26 de juliol al 8 d'agost 2015 a Kazan, Rússia.

## Horari
Se celebraran dos campionats, el masculí i el femení.
Temps local(UTC+3).
| Data           | Temps | Ronda            |
| -------------- | ----- | ---------------- |
| 26 Juliol 2015 | 08:30 | Ronda preliminar |
| 27 Juliol 2015 | 08:30 | Ronda preliminar |
| 28 Juliol 2015 | 08:30 | Ronda preliminar |
| 29 Juliol 2015 | 08:30 | Ronda preliminar |
| 30 Juliol 2015 | 08:30 | Ronda preliminar |
| 31 Juliol 2015 | 08:30 | Ronda preliminar |
| 1 Agost 2015   | 10:50 | Play-off         |
| 2 Agost 2015   | 10:50 | Play-off         |
| 3 Agost 2015   | 08:30 | Quarts           |
| 4 Agost 2015   | 08:30 | Quarts           |
| 5 Agost 2015   | 10:50 | Semifinals       |
| 6 Agost 2015   | 10:50 | Semifinals       |
| 7 Agost 2015   | 14:00 | Final femenina   |
| 8 Agost 2015   | 14:00 | Final masculina  |

## Medallistes
| Event   | Or | Plata | Bronze |
| Masculí | Sèrbia · Milan Aleksić · Miloš Ćuk · Filip Filipović · Živko Gocić · Nikola Jakšić · Dušan Mandić · Branislav Mitrović · Stefan Mitrović · Slobodan Nikić · Duško Pijetlović · Gojko Pijetlović · Andrija Prlainović · Sava Ranđelović                  | Croàcia · Marko Bijač · Luka Bukić · Damir Burić · Andro Bušlje · Maro Joković · Luka Lončar · Petar Muslim · Paulo Obradović · Josip Pavić · Fran Paškvalin · Antonio Petković · Anđelo Šetka · Sandro Sukno                                         | Grècia · Christos Afroudakis · Evangelos Delakas · Georgios Dervisis · Konstantinos Flegkas · Ioannis Fountoulis · Stefanos Galanopoulos · Konstantinos Genidounias · Alexandros Gounas · Christodoulos Kolomvos · Konstantinos Mourikis · Emmanouil Mylonakis · Kyriakos Pontikeas · Angelos Vlachopoulos |
| Femení  | Estats Units · Kami Craig · Rachel Fattal · Makenzie Fischer · Kaleigh Gilchrist · Ashley Grossman · Samantha Hill · Ashleigh Johnson · Courtney Mathewson · Madeline Musselman · Kiley Neushul · Melissa Seidemann · Margaret Steffens · Alys Williams | Països Baixos · Laura Aarts · Amarens Genee · Dagmar Genee · Lieke Klaassen · Maud Megens · Marloes Nijhuis · Vivian Sevenich · Yasemin Smit · Nomi Stomphorst · Leonie van der Molen · Catharina van der Sloot · Isabella van Toorn · Debby Willemsz | Itàlia · Rosaria Aiello · Laura Barzon · Roberta Bianconi · Tania Di Mario · Giulia Enrica Emmolo · Teresa Frassinetti · Arianna Garibotti · Giulia Gorlero · Francesca Pomeri · Elisa Queirolo · Federica Radicchi · Chiara Tabani · Laura Teani                                                          |